# Suddivisioni della Bulgaria
Le suddivisioni della Bulgaria sono dal punto di vista amministrativo ripartite su due livelli, quello provinciale affidato ai distretti e quello municipale gestito dai comunali. Fa eccezione la Città di Sofia, che è un'autorità unitaria dotata della totalità dei poteri locali.

## Enti locali
Gli enti locali dello Stato bulgaro hanno poteri abbastanza conformi a quelli della maggioranza delle nazioni europee:
1. i distretti della Bulgaria sono le 28 province nazionali, gestite da un consiglio e un governatore;
2. i comuni della Bulgaria sono le 265 municipalità del paese, guidate da un consiglio ed un sindaco.

## Ambiti statistici
La Bulgaria, nazione con soli 7 milioni di abitanti, non riscontra la necessità di una ripartizione amministrativa di livello regionale. Nonostante ciò, gli istituti statistici europeo e nazionale conteggia virtualmente delle regioni utilizzate nelle proprie pubblicazioni.
Dal lato della base, al contrario, la nazione slava ha conosciuto una politica di forte concentrazione dei municipi, che hanno oggi una popolazione media alquanto elevata. I villaggi e le frazioni che non fanno più comune, vengono spesso comunque identificati a finalità statistiche.